# Hintere Rottauer Alm
Die Hintere Rottauer Alm (auch: Hinter-Alm und Rottauer Hinter-Alm) ist eine Alm in Grassau.

## Bauten
Der Kaser auf der Hinteren Rottauer Alm stammt aus dem Jahr 1919. 1955 wurde das Gebäude um die Hälfte gekürzt und um einen Meter aufgestockt. Der Holzblockbau sitzt auf dem Natursteinsockel des alten Kasers. Im Erdgeschoss befindet sich eine Stube mit Kochgelegenheit, ein Arbeitsraum (die frühere Schlafstube der Sennerin) und das ehemalige Milchstüberl. Der ehemalige Stall dient als Lagerraum. Im Obergeschoss befindet sich ein primitives Lager. Das Blechdach wurde 1959 aufgebracht.

## Heutige Nutzung
Die Hintere Rottauer Alm ist an einen Bauern aus Bernau verpachtet und wird bestoßen. 
Der Kaser ist an die Zimmerschützengesellschaft Rottau verpachtet.

## Lage
Die Hintere Rottauer Alm befindet sich am Ende des Rottauer Tals, etwa eineinhalb Kilometer südlich der Vorderen Rottauer Alm auf einer Höhe von 980 m ü. NN.